# Bénédicte Tilloy
Pour les articles homonymes, voir Tilloy.
Bénédicte Tilloy (née le 5 mai 1961 à Saint-Quentin, Aisne), était d'octobre 2014 à mai 2017 directrice générale des ressources humaines et secrétaire générale de SNCF Réseau, l’EPIC gestionnaire unifié du réseau ferroviaire français. Elle était précédemment, depuis mars 2011, directrice générale de SNCF Transilien. En septembre 2017, elle rejoint la start-up Schoolab.
Elle publie, le 10 février 2021, le roman La Team, Le jour où j'ai quitté mon Comex pour une startup à la suite de cette expérience. En juin 2019, elle a repris pied à la SNCF au sein de son atelier de transformation sociale pendant six mois. Elle a depuis co-fondé les sociétés Ask for the moon, et 10h32. Elle est également chroniqueuse pour Les Échos et Experte Le Lab pour Welcome to the Jungle, et enseigne à Sciences Po Paris pour le programme Executive Education. Elle publie régulièrement en tant qu'aquarelliste sur LinkedIn et Twitter.

## Biographie

### Formation
Diplômée de l’ESSEC en 1982, Bénédicte Tilloy commence sa carrière par des fonctions marketing dans le secteur de la grande consommation (Duracell).

### Parcours à la SNCF
Elle entre au service marketing de la SNCF en 1989 comme chef de produit sur la carte Vermeil. Promue chef de secteur Atlantique, elle se voit proposer ensuite les commandes du marketing avant de diriger, en 1996, un projet important et sensible pour la SNCF : la gestion tarifaire, sur le modèle  du Yield management. Louis Gallois, le PDG, et Guillaume Pepy, patron des grandes lignes, lui confient ensuite la direction du projet de modernisation du réseau des trains Corail, et de leur service de nuit. Puis de 2001 à 2007, elle a la charge de la direction régionale SNCF de Paris Rive gauche et dirige 10 000 contrôleurs et leur encadrement. En février 2011, Bénédicte Tilloy est nommée directrice générale de SNCF Transilien, supervisant 20 000 salariés et 6 000 trains par jour servant trois millions de voyageurs quotidiens. En octobre 2014, elle est nommée directrice générale des ressources humaines et secrétaire générale de SNCF Réseau, l’EPIC gestionnaire unifié du réseau ferroviaire français. Au sein de SNCF Réseau, Bénédicte Tilloy continue d'innover grâce au digital. Elle modernise la relation RH en faisant dialoguer et réagir sur Twitter tous les salariés de son entreprise, à tous les niveaux hiérarchiques. « Nous devons faire émerger de nouvelles formes de leadership sur les réseaux sociaux, faire en sorte que les salariés puissent suggérer des propositions, quelle que soit leur place dans l’organisation » explique-t-elle.

### Direction générale de Transilien: un«laboratoire du ferroviaire»
À sa nomination, Bénédicte Tilloy a pour missions clés d’améliorer la qualité de fonctionnement des trains et de la relation client, de négocier les contrats avec le STIF et de mettre en œuvre les investissements SNCF liés aux projets du Grand Paris et du STIF, pour diminuer la saturation du réseau Transilien.
En 2011, elle lance une opération de mille recrutements en gare du Nord.
Elle initie, en octobre 2012, un programme d’aménagement du travail, offrant aux agents SNCF la possibilité de travailler dans des gares bi-localisées proches de leur domicile, avec pour contrepartie, la possibilité d’apporter une assistance opérationnelle en gare. Elle plaide auprès du Medef, sans grand succès, pour l’aménagement des horaires de travail des salariés de l'Île-de-France et pour le télétravail, de façon à lutter contre les pointes d'affluence dans les transports publics.
En 2013, elle mène à terme le projet d’augmentation des dessertes sur le tronçon Nord du RER B et de mise en place de la première ligne au commandement unifié SNCF-RATP.
Bénédicte Tilloy participe également au renouvellement des matériels. Le Francilien, train Bombardier, cofinancé par le STIF en fait partie,.
Elle participe également à la mise en œuvre des schémas directeurs RER votés par le STIF. Pour renforcer l’information des usagers, les agents sont équipés de smartphones et de tablettes numériques.
Elle se fait également l'apôtre d'une « évangélisation » numérique de la SNCF, dans cette fonction à la tête du Transilien, puis à ses nouvelles fonctions aux Ressources Humaines. En 2012, elle initie l’ouverture de Transilien à l’open data et à la production participative (ou crowdsourcing) à travers le concours Open Apps et des hackatons (« hack days Transilien », « Hackcess Transilien ») : une application mobile (Tranquilien) permettant de connaître à l’avance l’occupation des trains de banlieue, est créée à partir de données SNCF et d’informations en temps réel des voyageurs. Un journaliste de Rue 89, enquêtant sur l'usage des réseaux sociaux à la SNCF, la qualifie de « big boss très active sur Twitter et depuis longtemps ».

## Distinctions
- Officier de l'ordre national du Mérite Elle est promue officier par décret du 2 mai 2017[28]. Elle était faite chevalier le 13 mai 2005[29]
- Chevalier de la Légion d'honneur En 2009[30]

#### Ouvrage
- Jean-Pierre Aubert et Alexandre Largier, La SNCF en réflexion : Ouverture à la recherche et débats, Éditions L'Harmattan, 2013, 240 p. (lire en ligne).

#### Articles de journaux
- Jean-François Jacquier, « Le train d'enfer de Bénédicte Tilloy », Le Point,‎ 16 avril 2000 (lire en ligne).
- Rédaction Le Monde, « SNCF : trafic toujours perturbé après le viol d'une contrôleuse », Le Monde,‎ 27 janvier 2005 (lire en ligne).
- Gilbert Charles, Natacha Czerwinski, Georges Dupuy, Jean-Marie Pontaut et Romain Rosso, « L'insécurité au quotidien », L'Express,‎ 12 janvier 2006 (lire en ligne).
- Rédaction Les Échos, « Bénédicte Tilloy, Claude Solard », Les Échos,‎ 18 février 2011 (lire en ligne).
- CW, « SNCF Transilien, un train d’avance sur la parité », Le journal des grandes écoles,‎ 24 novembre 2012 (lire en ligne).
- Vincent Bouquet, « En Ile-de-France, l’été promet d’être perturbé sur les lignes ferroviaires », Le Monde,‎ 20 juin 2012 (lire en ligne).
- Sylvain Mouillard, « SNCF : «Pas de retour progressif à la normale mercredi» », Libération,‎ 12 mars 2013 (lire en ligne).
- Rédaction Le Monde, « Bénédicte Tilloy : « Nous suggérons aux entreprises d'adapter leurs heures d'embauche » », Le Monde,‎ 29 mars 2013 (lire en ligne).
- « Avec elle, le Transilien est enfin en avance ! », Capital, 1er juin 2013.
- Rédaction Le Parisien, « Bénédicte Tilloy : « Nous sommes très mobilisés » », Le Parisien,‎ 8 novembre 2013 (lire en ligne).
- Béatrice Jérôme, « Retards dans le RER : élus et opérateurs se renvoient la balle », Le Monde,‎ 9 décembre 2013 (lire en ligne).
- Rédaction Le Parisien, « Bénédicte Tilloy : « 250 agents ont été mobilisés » », Le Parisien,‎ 16 janvier 2014 (lire en ligne).
- Lionel Steinmann, « RER, Transilien : comment suspendre le trafic pour rénover plus vite », Les Échos,‎ 21 janvier 2014 (lire en ligne).
- Mathieu Gruel, « La SNCF soigne sa «présence humaine» sur le réseau Transilien », 20 minutes,‎ 13 février 2014 (lire en ligne).
- Marie-Anne Kleiber, « Opérations commando pour rénover les voies », Le Journal du dimanche,‎ 4 mars 2014 (lire en ligne).
- Sélèna Jeusset, « Bilan en demi teinte pour la ligne D du RER », 20 minutes,‎ 6 mai 2014 (lire en ligne).
- Grégory Plesse, « Bénédicte Tilloy : « Huit mille agents sont mobilisés » », Le Parisien,‎ 30 juin 2014 (lire en ligne).
- Robin Prudent, « Sur le quai ou à 300 km/h, nos cheminots préférés sur Twitter », Rue89,‎ 12 avril 2015 (lire en ligne).

### Émissions de radio
- « Bénédicte Tilloy, directrice générale SNCF Transilien. L’accident ferroviaire de Brétigny-sur-Orge. », Le téléphone sonne, de Pierre Weill, sur France Inter, 18 juillet 2013.
- « Ecoutez l'interview de Bénédicte Tilloy invitée de France Bleu 107.1 », sur France Bleu, 10 juillet 2014.